# Gare de La Crau
La gare de La Crau est une gare ferroviaire française de la ligne de La Pauline-Hyères aux Salins-d'Hyères, située sur la commune de La Crau, dans le département du Var en région Provence-Alpes-Côte d'Azur.
C'est une halte voyageurs de la Société nationale des chemins de fer français (SNCF), desservie par des trains express régionaux TER Provence-Alpes-Côte d'Azur.

## Situation ferroviaire
Établie à 42 mètres d'altitude, la gare de La Crau est située au point kilométrique (PK) 3,150 de la ligne de La Pauline-Hyères aux Salins-d'Hyères (voie unique), entre les gares de La Pauline-Hyères et d'Hyères (entre La Crau et Hyères s'est intercalé, entre 1933 et 1940, le point d'arrêt de Gavarry).

## Histoire

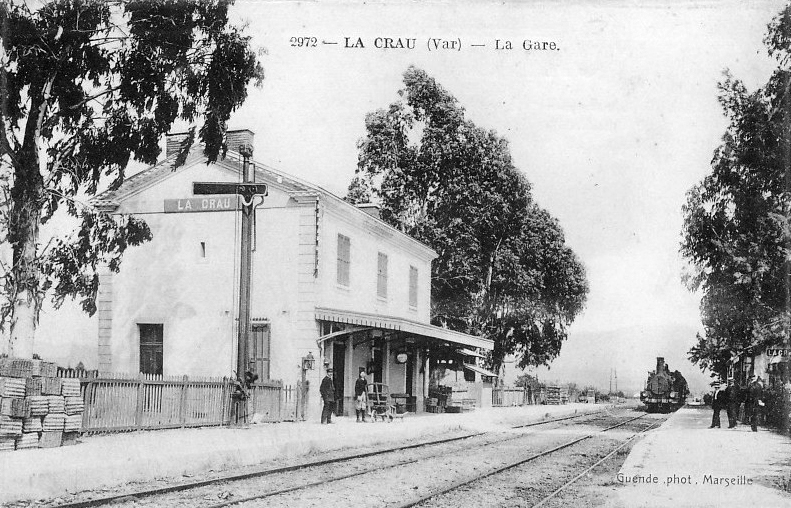
La gare vers 1900.

## Service des voyageurs

### Accueil
Halte SNCF, c'est un point d'arrêt non géré (PANG) à entrée libre. Elle est équipée d'automates pour l'achat de titres de transport et d'une borne de validation des cartes billetiques.

### Desserte
La Crau est desservie par les trains TER Provence-Alpes-Côte d'Azur (ligne de Marseille à Hyères en passant par Toulon).

### Intermodalité
Des places de parking pour les véhicules sont disponibles.